# Joetex Asamoah Frimpong
Pour les articles homonymes, voir Asamoah et Frimpong.
Joetex Asamoah Frimpong, né le 17 avril 1982 à Accra, est un footballeur ìnternational ghanéen.

## Palmarès
- Ligue des Champions Africaine : vainqueur en 2003 et 2004 avec Enyimba FC (Nigeria)
- Championnat du Nigeria : Vainqueur en 2003 avec Eniymba
- Ligue des champions africaines : Finaliste en 2006 avec le Club sportif sfaxien (buteur dans le match aller face à Al Ahly au Caire)